# Magsingal
Magsingal é um município de  terceira classe de renda municipal (d) na província Ilocos Sul, nas Filipinas. De acordo com o censo de 1 de maio  de  2020 possui uma população de 31 308 pessoas e 7 840 domicílios.